# 보기 대령 행진곡
〈보기 대령 행진곡〉("Colonel Bogey March")은 1914년에 영국 육군 군악대 지휘관 케네스 알포드가 쓴 행진곡이다. 영화 《콰이강의 다리》에 나와서 유명해졌다.